# Komenda (gemeente)
Komenda (Duits: Kommende Sankt Peter) is sinds 1998 een zelfstandige gemeente in Slovenië. Voorheen maakte Komenda deel uit van Kamnik. Voor veel vormen van dienstverlening is het van deze naburige gemeente nog steeds afhankelijk.
Komenda is een gemeente in de regio Ljubljana en telt 4628 inwoners (2002).
De naam Komenda is afgeleid van de Kommanderij van de Duitse ridderorde, die hier ooit gevestigd was. Na de kommanderij van Melje bij Maribor is die van Komenda de oudste in het huidige Slovenië (opgericht in 1256, opgeheven in 1892).

## Geboren
- Tadej Pogačar (21 september 1998), wielrenner

Borovnica · Brezovica · Dobrepolje · Dobrova-Polhov Gradec · Dol pri Ljubljani · Domžale · Grosuplje · Horjul · Ig · Ivančna Gorica · Kamnik · Komenda · Litija · Ljubljana · Log-Dragomer · Logatec · Lukovica · Medvode · Mengeš · Moravče · Škofljica · Šmartno pri Litiji · Trzin · Velike Lašče · Vodice · Vrhnika
1. ↑  "Prebivalstvo po starosti in spolu, občine, Slovenija, polletno". Statistični urad Republike Slovenije. Geraadpleegd op 18 april 2021.